# Утемка (притока Лози)
Уте́мка (рос. Утемка) — річка в Росії, ліва притока Лози. Протікає територією Ігринського району Удмуртії.
Річка починається на північній околиці присілка Лудяни. Протікає на північний схід. Впадає до Лози на південній околиці селища Ігра. Значні ділянки берегу заліснені, долина вузька, подекуди стрімко обривається до русла. Приймає багато дрібних приток, найбільшими серед яких є ліва Ючек та праві Єшмікей та Унтемка.
Над річкою розташовані населені пункти Ігринського району Верхній Утем, Більське, Бачкеєво, Сундошур, Комсомолець, Унтем.